# Gòrgones

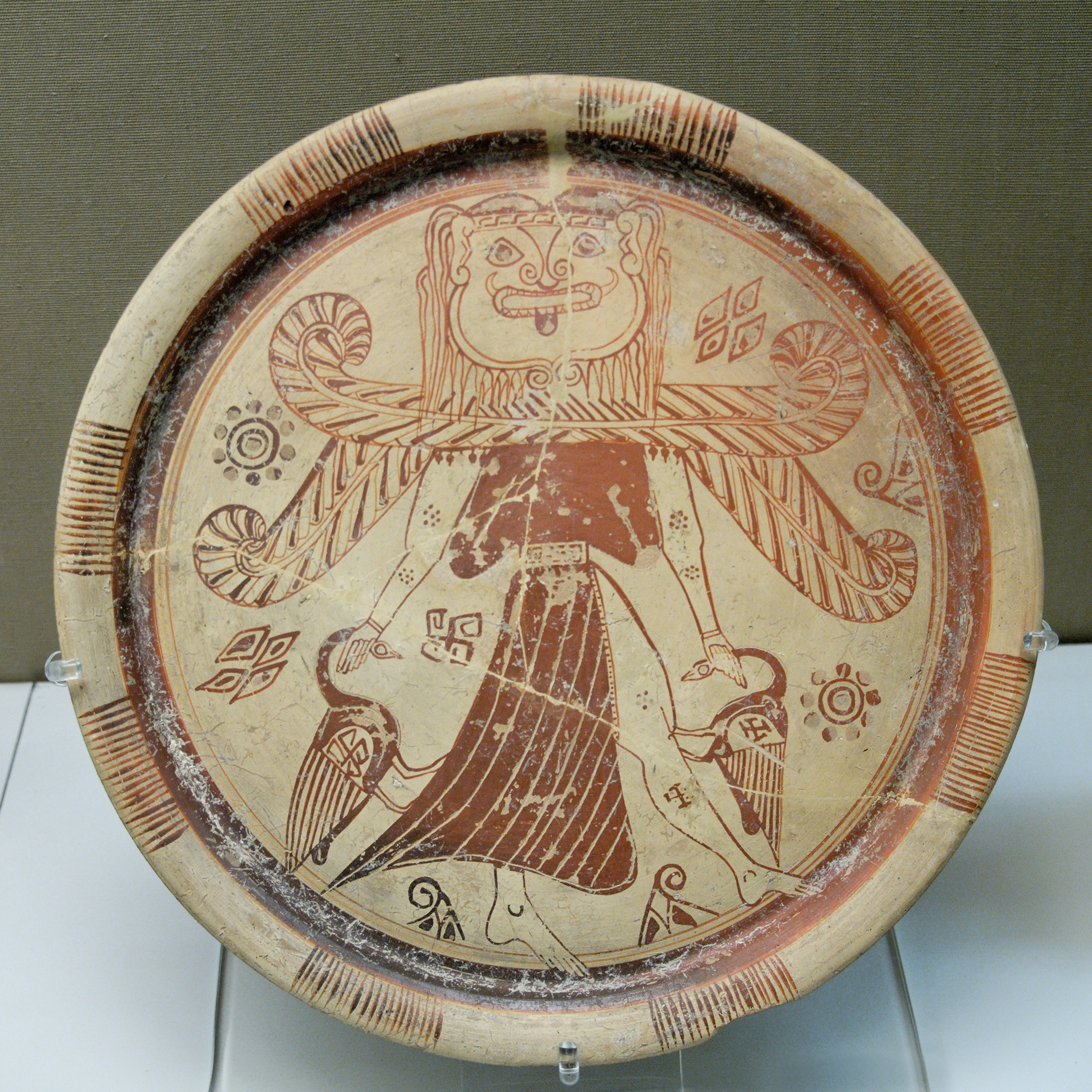
Representació d'una gòrgona; plat de ceràmica, Rodes,

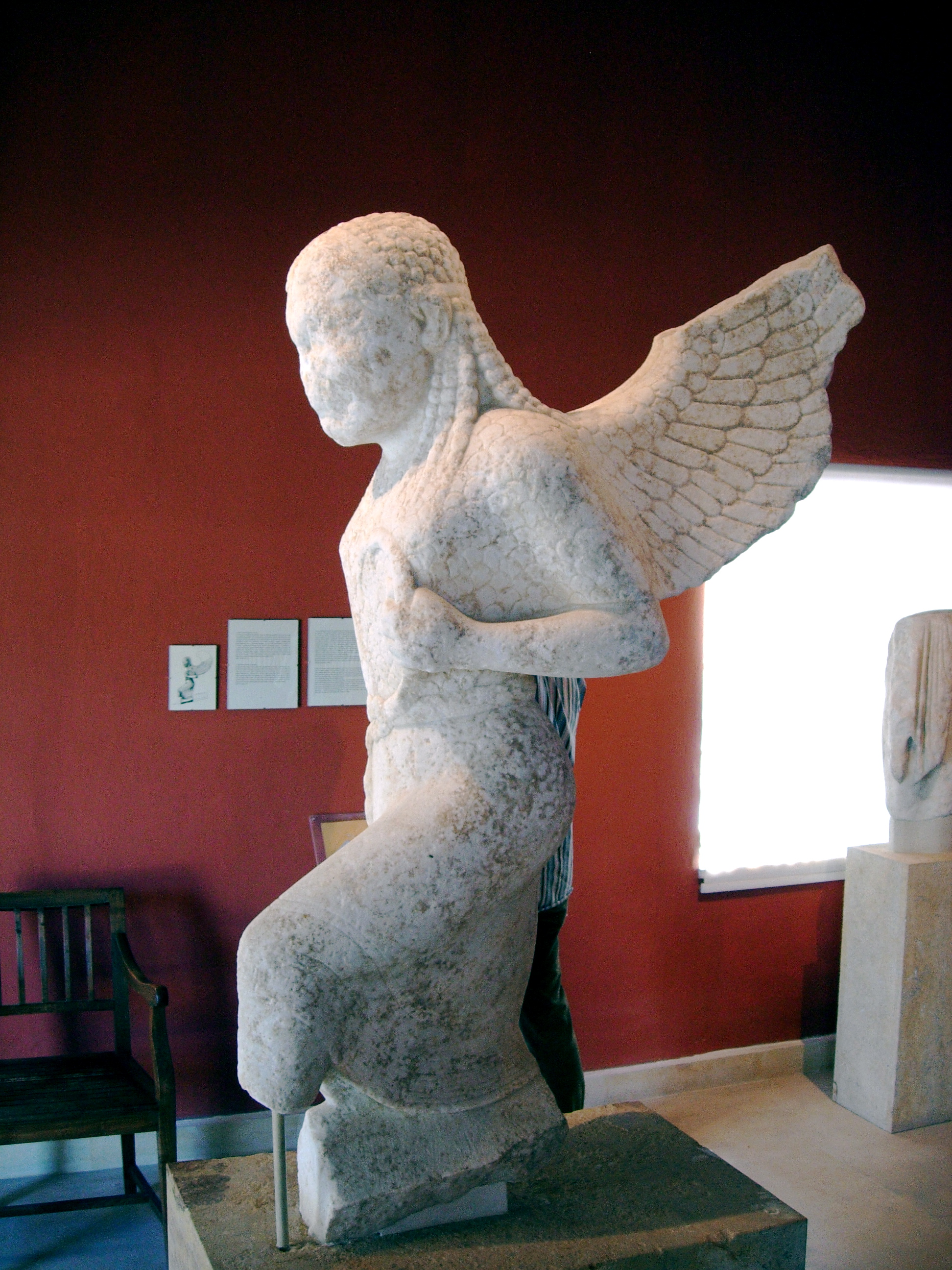
Estàtua d'una gòrgona (Museu Arqueològic de Parikia, Paros)

En la mitologia grega, les gòrgones (o gorgones; en grec antic: Γοργόνες) eren tres monstres marins: Esteno (Σθενώ), Euríale (Εὐρυάλη) i Medusa. Eren filles de les divinitats marines Forcis i Ceto, juntament amb les seves germanes, les grees, i possiblement també les hespèrides. Eren tres triplets dels aspectes de la mateixa dea triple, provinent d'antigues deïtats terrestres. Sembla que el mite provenia d'Assíria, Egipte i Fenícia.

## Descripció
Les gòrgones tenien cos de dona, unes llargues dents punxegudes, mans metàl·liques amb urpes, una massa onejant de serps verinoses vives per cabells, i ales d'or, la qual cosa indicava la seva naturalesa ctònica. Esteno i Euríale eren immortals, i Medusa era l'única que era mortal. Tenien una mirada tan penetrant que tot aquell que les mirava directament als ulls es convertia en pedra.
La seva mítica existència està estretament vinculada a la de l'heroi Perseu, fill de Zeus i Dànae, que va donar mort a Medusa. Un cop morta, del seu cap nasqué Pegas. Homer desconeix la gòrgona com a figura mitològica: és només un cap fantasmal que viu en l'Hades. Segons el poeta èpic Hesíode, habitaven al llunyà occident, a l'altre costat de l'oceà, on es trobaven els límits de la nit.
Segons Diodor i Palèfat, les gòrgones habitaven les Illes Gòrgades, a la mar d'Etiòpia. L'illa més gran era la de Cerna. Riley, comentant textos d'Ovidi, especula que aquestes illes podrien ser les Illes de Cap Verd.